# Jiangnan Shipyard
Jiangnan Shipyard (chinesisch 江南造船, Pinyin Jiāngnán Zàochuán) ist der Hauptwerftbetrieb der Jiangnan Shipyard (Group) Co. Ltd in Shanghai, China. Die Werft mit etwa 10.000 Mitarbeitern stellt sowohl Schiffsneubauten, insbesondere verschiedene Typen von Tankern, Massengutschiffen und Containerschiffen her, führt aber auch Umbauten und Reparaturen durch. Weiterhin wird auch Marine- und Spezialschiffbau sowie Maschinen- und Stahlbau betrieben und Elektroausrüstungen hergestellt.

## Geschichte
Die Werft wurde 1865 als Kiangnan Machine Manufacturer gegründet und 1912 erst in Kiangnan Shipbuilding Works und 1949 in Kiangnan Shipyard umbenannt. 1996 ging sie in Staatseigentum über und hieß seither Jiangnan Shipyard (Group) Company Limited. Im August 2000 wurde die nahe gelegene Werft Qiuxin Shipyard übernommen, die unter dem bisherigen Namen weiterbesteht. 

## Werftanlagen
Zwei Baudocks:
- 275 m × 40 m für bis zu 80.000 DWT
- 242 m × 24 m für bis zu 35.000 DWT

Drei Trockendocks für bis zu 80.000 DWT.

## Bekannte gebaute Schiffe oder Schiffsklassen

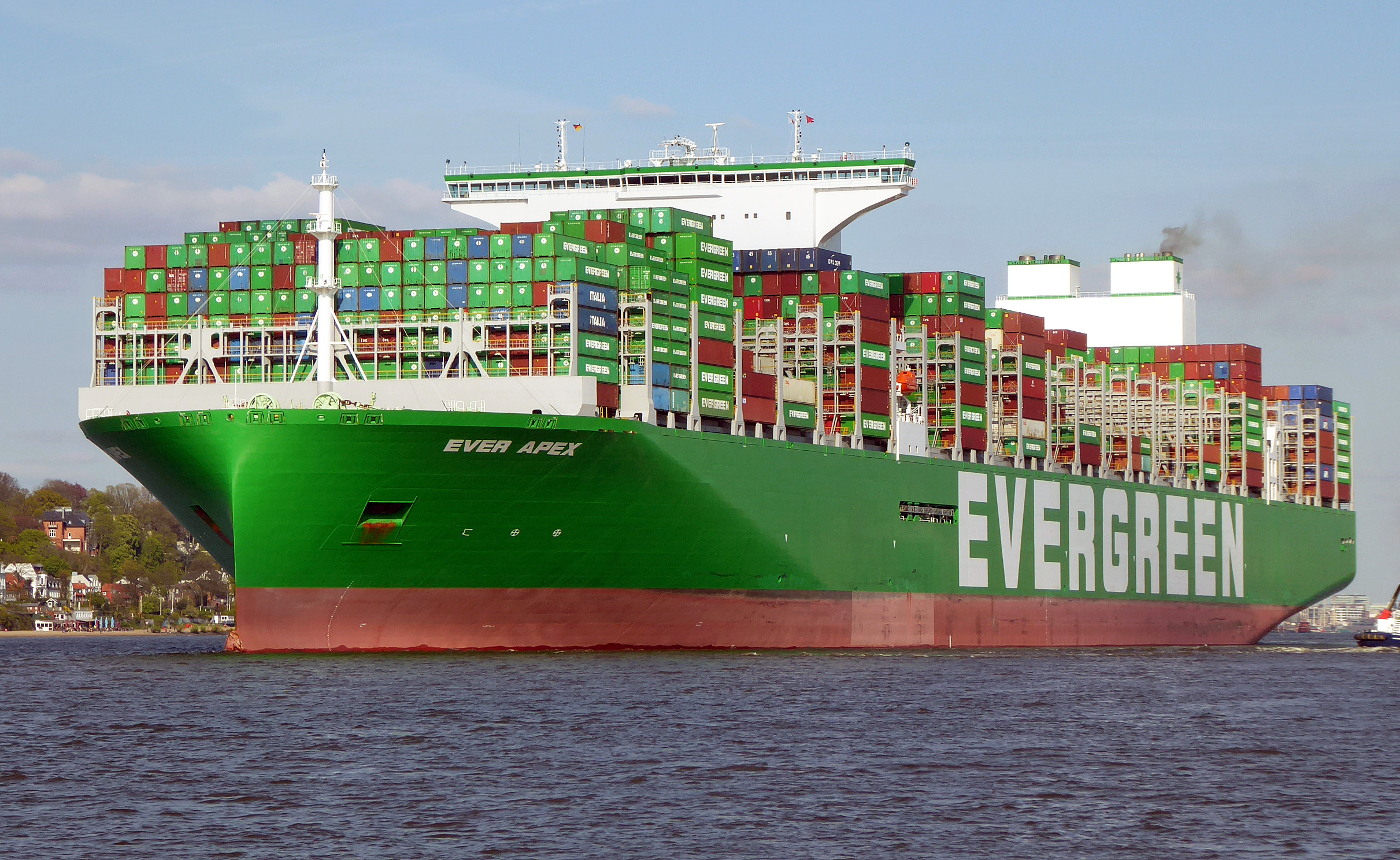
Ever Apex aus der Evergreen A-Klasse

- In den 1920er Jahren sechs Kanonenboote für die US Navy (darunter die USS Panay [PR-5])
- 1999/2000 fünf NG254 FFB (Fast Feeder Containership) in Kooperation mit Howaldtswerke-Deutsche Werft
- Bahnverfolgungsschiffe der PLAN der Yuan-Wang-Klasse (3 Einheiten)
- Zerstörer der PLAN des Typs 052B (Luyang-I-Klasse) (2 Einheiten)
- Zerstörer der PLAN des Typs 052C (Luyang-II-Klasse) (6 Einheiten)
- Zerstörer der PLAN des Typs 052D (Luyang-III-Klasse) (21 Einheiten)
- Kreuzer der PLAN des Typs 055 (Renhai-Klasse) (6 Einheiten)
- Evergreen A-Klasse Ever Apex und Ever Atop
- Flugzeugträger Fujian der PLAN

## Fußnote
1. ↑  
Der Begriff Jiangnan (chinesisch 江南, Pinyin jiāngnán) ist geografischen Ursprungs und bedeutet (die Region) „südlich der Jangtse“.